# GameDev.ru
GameDev.ru — веб-сайт, посвящённый разработке компьютерных игр. На сайте публикуются новости индустрии компьютерных игр, уроки, статьи, примеры, присутствует форум. Также на сайте присутствует файловый архив. Сайт GameDev.ru был основан 26 июня 2001 года.
GameDev.ru является одним из самых крупных и авторитетных русскоязычных ресурсов по разработке игр. Сотрудничает с другими сайтами и компаниями, например с Nival Online и КРИ.
В 2006 году агентство Enter Media подготовило отчёт по исследованию портрета представителя игровой индустрии в России 2006 года, материал для которого был получен путём анкетирования участников четвёртой конференции разработчиков игр (КРИ 2006), проходившей в Москве 7-9 апреля 2006 года. В ходе исследования было обработано 1360 анкет. Согласно статистике, в категории «Посещение специализированных девелоперских сайтов», посещаемость GameDev.ru находилась на втором месте, уступая лишь сайту DTF.ru.
Согласно статистике Mail.ru, в середине 2008 года GameDev.ru обогнал DTF.ru по всем параметрам (количество хостов, посетителей и визитов).